# FS 480
Die Dampflokomotiven der Gattung FS 480 der Ferrovie dello Stato Italiane (FS) waren Schlepptenderlokomotiven für den schweren Güterverkehr auf der Südrampe des Brennerpasses.

## Geschichte
Mit dem Ende des Ersten Weltkriegs wurde die zuvor zu Österreich-Ungarn gehörende Region Trentino-Südtirol an Italien angegliedert. Die bis anhin vollständig von der österreichischen Südbahn-Gesellschaft betriebene Brennerbahn wurde somit in zwei geteilt. Die Nordseite bis zum Bahnhof Brenner auf der Passhöhe wurde vom Depot Innsbruck bedient, die Südrampe vom Depot Bozen. Beim Waffenstillstand erhielt Italien von der Südbahn-Gesellschaft die zehn Lokomotiven der Baureihe 580, die dem Depot Bozen zugeteilt waren und behielt drei weitere Lokomotiven, die sich zum Zeitpunkt des Waffenstillstands auf der Südrampe der Brennerbahn befunden hatten. Die FS teilten die Lokomotiven der Baureihe 482 zu.
Der Betrieb auf der Südrampe des Brennerpasses war anspruchsvoll, so musste auf den 90 km Strecke zwischen Bozen und Brenner eine Höhendifferenz von mehr als 1105 m überwunden werden, sodass die Neigung der Strecke durchgehend zwischen 22 und 24 ‰ liegt. Die von der Südbahn-Gesellschaft erhaltenen Lokomotiven reichten nicht aus, um den Betrieb auf der Bergstrecke aufrechtzuerhalten, weil durch die Teilung der Strecke mehr leere Rückfahrten notwendig wurden. Die anfänglich zusätzlich eingesetzten Lokomotiven der Baureihe 750 und 470 befriedigten nicht. Die Leistung der Kessel beider Baureihen reichte nicht aus, um die Brennerbahn zu bewältigen, denn sie waren für die kürzeren Rampen der Pässe über den Apennin ausgelegt.
Das Konstruktionsbüro der FS entwickelte deshalb eine neue Baureihe, die sich stark an die von der Südbahn-Gesellschaft übernommenen Lokomotiven anlehnte, aber die neusten Technologien verwendete. Der Bau der Lokomotiven wurde an Officine Meccaniche in Mailand vergeben, welche alle 18 Lokomotiven 1923 ablieferte.

## Betrieb
Die erste Lokomotive wurde auf der Porrettana erprobt, die in der Nähe beim Konstruktionsbüros der FS lag, das seinen Sitz in Florenz hatte, sodass die Versuchsfahrten einfacher zu beobachten waren. Auf der Brennerbahn konnten die 480er 250 t-Züge mit einer Geschwindigkeit von 40 km/h befördern, doch ihr Einsatz war nur von kurzer Dauer, weil die Strecke Bolzano–Brenner bereits ab März 1929 mit Drehstrom 3,6 kV bei 16⅔ Hz betrieben wurde. Die Lokomotiven der Baureihe 480 wurden deshalb 1930 zum Depot Catania auf Sizilien versetzt, wo sie auf den Strecken nach Caltagirone, Caltanissetta und Regalbuto eingesetzt wurden und wo sie während der Erntezeit die schweren Zitrusfruchtzüge beförderten.
Während des Zweiten Weltkriegs kehrten einige Lokomotiven aufs Festland zurück. Sie wurden dem Depot Salerno zugeteilt und auf der Strecke Potenza–Metaponto eingesetzt. Nach einigen Quellen soll beim schweren Eisenbahnunfall von Balvano im März 1944 die 480.016 den Unglückszug bespannt haben, der in einem Tunnel liegen blieb, sodass die illegal auf dem Güterzug mitfahrenden Reisenden durch Kohlenstoffmonoxidvergiftungen starben. Mit mehr als 400 Todesopfern gilt das Ereignis als folgenschwerster Eisenbahnunfall Italiens.
Die letzten beiden Lokomotiven beendeten ihren Einsatz am Ablaufberg des Rangierbahnhofs Milano Smistamento Ende der 1960er-Jahre. Die letzte ausgemusterte Lokomotive ist die 480.017, die im Nationalen Eisenbahnmuseum Pietrarsa bei Neapel erhalten geblieben ist.

## Technik
Wie bei den Lokomotiven der Baureihe 482 wurde ein Fahrwerk mit fünf Kuppelachsen und einer führenden Laufachse verwendet. Die Laufachse bildete zusammen mit der ersten querverschiebbaren Kuppelachse ein Carrello Italiano, bei dem sich die Last der Lokomotive über einen Drehgestellrahmen auf die beiden Achsen verteilt. Kuppelachse 2 und 4 waren fest im Rahmen gelagert, die als Treibradsatz dienende Achse 3 hatte geschwächte Spurkränze, die fünfte Achse hatte 40 mm Seitenspiel. Mit diesem Fahrwerk war die Lokomotive in der Lage, die 300-m-Radien der Brennerbahn zu durchfahren.
Der Antrieb erfolgte über ein Heißdampf-Zwillingstriebwerk mit einfacher Expansion. Der Kessel war eine Neukonstruktion mit gegenüber der Baureihe 482 auf 217,3 m² vergrößerter Heizfläche und einer Rostfläche von 4,3 m².
Die Lokomotive gehörte zusammen mit den Baureihen 691 und 746 zu den leistungsfähigsten Dampflokomotiven der FS. Sie hatte eine Dauerleistung von 1500 PS bei einer Geschwindigkeit von 45 km/h.